# HD115214
HD115214 — хімічно пекулярна зоря спектрального класу A1, що має видиму зоряну величину в смузі V приблизно  7,0.
Вона  розташована на відстані близько 276,2 світлових років від Сонця.